# Фёдоров, Игорь Анатольевич
Игорь Анатольевич Фёдоров (6 июля 1979, Ачинск) — российский спортсмен (Тхэквондо). МС по (1998), МСМК (1999), ЗМС (2003). Серебряный призёр чемпионата России (1998). Чемпион России и Европы (1999). Тренеры Ю. Злобин и А. Г. Тарараев.
Проживает в Ачинске.
Старший тренер отделения тхэквондо краевой специализированной ДЮСШ олимпийского резерва по единоборствам, руководитель клуба «Тхэквондо», входящее как структурное подразделение муниципального бюджетного образовательного учреждения дополнительного образования детей «Специализированная детско-юношеская спортивная школа Олимпийского резерва по единоборствам»

## Спортивные достижения
1994 — чемпион Красноярского края, после первой победы в течение нескольких последующих лет ежегодно был обладателем титула чемпиона края.
1998 — серебряный призёр чемпионата России, выполнил норматив Мастера Спорта России.
1999 — Чемпион России и Европы, присвоено звание мастера спорта международного класса. В дальнейшем выиграл пять чемпионатов России и четыре чемпионата Европы.
2003 — получение ЗМС
2005 — бронза на чемпионате мира в Австралии (туль 1 дан).

## Семья
Не женат, двое детей.
С раннего детства отец приобщал его к спорту, к здоровому образу жизни.

## Образование
- 1986—1997 школа № 14
- 2001—2007 Институт физической культуры, спорта и здоровья им. И. С. Ярыгина
- − 2008 Красноярский педагогический университет им. В. П. Астафьева[2].